# Koreastormsvala
Koreastormsvala (Hydrobates monorhis) är en huvudsakligen asiatisk fågel i familjen stormsvalor inom ordningen stormfåglar.

## Utseende
Koreastormsvala är med sin längd på 18–21 centimeter och vingbredd på 45–48 centimeter en liten fågel, men tydligt större än stormsvalan (Hydrobates pelagicus). Olikt denna följer den inte fartyg. Fjäderdräkten är i princip helt mörkbrun. I kroppsformen liknar den närmast klykstjärtad stormsvala (H. leucorhoa) med kluven stjärt, långa vingar och flyktsättet, men saknar vit övergump. Den är mycket svår att skilja från andra helmörka stormsvalor och även vissa populationer av klykstjärtad stormsvala i västra Stilla havet som saknar vit övergump.

## Utbredning och systematik
Arten häckar på öar utanför Japan samt på ön Verchovskij utanför Vladivostok i Ryssland. Det finns även dåligt kända populationer i Kina, Taiwan, Nordkorea och Sydkorea. Arten förekommer regelbundet pelagiskt ända till norra Indiska oceanen.
Fågeln är en sällsynt gäst i Europa, där den påträffats i Spanien, Irland, Norge, Tyskland, Storbritannien, Italien, Kanarieöarna, Portugal och Azorerna. Vid två tillfällen har man fångat fåglar som har ruvfläck, vilket tyder på att häckning förekommer.

## Släktestillhörighet
Tidigare placerades arten i släktet Oceanodroma. DNA-studier visar dock att stormsvalan (Hydrobates pelagicus) är inbäddad i det släktet. Numera inkluderas därför arterna Oceanodroma i Hydrobates, som har prioritet.

## Levnadssätt
Häckning inleds i april i lösa kolonier på småöar. För att undvika predation av måsar, trutar och labbar kommer koreastormsvala in till häckningskolonierna enbart nattetid och stannar till och med till havs när månljuset är starkt. Utanför häckningssäsongen lever den strikt pelagiskt.

## Status
Världspopulationen tros bestå av minst 130.000 par, men den minskar relativt kraftigt, huvudsakligen på grund av predation från invasiva arter på häckningsplatserna. IUCN kategoriserar arten därför som nära hotad.

## Namn
Fågeln kallades tidigare Swinhoes stormsvala på svenska, hedrande Robert Swinhoe som beskrev arten 1867. Den tilldelades dock 2024 ett mer informativt namn av BirdLife Sveriges taxonomikommitté.